# Reibersdorf (Parkstetten)
Reibersdorf ist ein Gemeindeteil der Gemeinde Parkstetten und eine Gemarkung im niederbayerischen Landkreis Straubing-Bogen.
Bis zum 31. Dezember 1972 bestand die Gemeinde Reibersdorf, die außer dem gleichnamigen Kirchdorf keine weiteren Gemeindeteile hatte.

## Geographie
Das Kirchdorf Reibersdorf liegt am Nordufer der Donau etwa eineinhalb Kilometer südöstlich von Parkstetten in der Nähe der Bundesstraße 20.
Die Gemarkung Reibersdorf hat eine Fläche von 390,62 Hektar  und liegt vollständig auf dem Gebiet der Gemeinde Parkstetten. Ihre benachbarten Gemarkungen sind Parkstetten, Oberalteich, Amselfing, Ittling und Straubing. Einziger Gemeindeteil auf der Gemarkung ist Reibersdorf.

## Geschichte
In den Urkunden von Kloster Oberalteich wurde zwischen 1080 und 1115 unter den Zeugen ein „Heinrich von Reibersdorf“ genannt.
Im Urbar von ca. 1310 ist der Ort als „Reibrehstorf“ verzeichnet. Die Herzogsurbare verzeichnen eine „vaccaria“ (wohl ein Viehhof) und herzogliche Fischer sowie ein „judicium ville“, was auf einen früheren Königshof hindeutet. Nach dem Appendix III hielten Levtold Pincerna und der Sohn Alberts von Stainach (Steinach) die vacaria in Reibersdorf. Seit dem 15. Jahrhundert gehörte Reibersdorf zum Landgericht Mitterfels und es wurde 1453 zu Mitterfels gezählt. 1516 wurde es als „Hofmark“ im Steuerregister des zum Kasten Straubing gehörenden Landgerichtes Haidau erwähnt.
Bei der Gemeindebildung wurde Reibersdorf ursprünglich 1818 der Gemeinde Unterparkstetten zugeordnet. Weil es aber einen eigenen Geistlichen, eine eigene Kirche und eigene Weidenschaften hatte, erhielt es 1821 den Status einer selbstständigen Ruralgemeinde im Landgericht Straubing. In Eisenmann/Hohns Bayernlexikon von 1832 wird Reibersdorf als Kirchdorf und Filiale der Pfarrei Parkstetten im Landgericht Mitterfels erwähnt. Es zählte damals 28 Häuser und 134 Einwohner. In der Matrikel des Bistums Regensburg von 1838 wurde Reibersdorf der Pfarrei Parkstetten und dem Landgericht Straubing zugeordnet. Am 1. Januar 1973 ging die Gemeinde Reibersdorf, die zum Landkreis Straubing gehörte, im Zuge der Gebietsreform in Bayern in der Gemeinde Parkstetten auf. Die Gemeindefläche betrug zuletzt gut 375 Hektar.

## Einwohnerentwicklung
- 1835: 0 174 Einwohner[4]
- 1840: 0 182 Einwohner[6]
- 1875: 0 164 Einwohner[6]
- 1885: 0 207 Einwohner[6]
- 1900: 0 199 Einwohner[6]
- 1925: 0 198 Einwohner[6]
- 1950: 0 246 Einwohner[6]
- 1961: 0 171 Einwohner[5]
- 1970: 0 208 Einwohner[7]
- 1987: 0 254 Einwohner[2]
- 2011: 0 232 Einwohner[8]

## Sehenswürdigkeiten
- Expositurkirche St. Martin. Die spätgotische Anlage des 15. Jahrhunderts hat ein flachgedecktes Langhaus. Im neugotischen Hochaltar befindet sich eine Holzfigur St. Martin zu Pferd mit Bettler aus der Zeit um 1500.

## Vereine
- Freiwillige Feuerwehr Reibersdorf
- Jagdgenossen Reibersdorf
- Landfrauen Reibersdorf

## Natur
- Alle Landflächen nördlich der Donau liegen im Naturpark Bayerischer Wald
- Alle Flächen südlich des Deichs am nördlichen Donauufer liegen im FFH-Gebiet Donauauen zwischen Straubing und Vilshofen